# Ozerko, Zdolbuniv
(a nu se confunda cu golful Ozerko - Bol'shoye Ozerko - din nordul Rusiei, regiunea Murmansk, peninsula Pescarilor - Rybachy)
Ozerko (în ucraineană Озерко) este un sat în așezarea urbană Mizoci din raionul Zdolbuniv, regiunea Rivne, Ucraina.

## Demografie
Componența lingvistică a localității Ozerko
     Ucraineană (99,3%)
     Alte limbi (0,7%)
Conform recensământului din 2001, majoritatea populației localității Ozerko era vorbitoare de ucraineană (99,3%), existând în minoritate și vorbitori de alte limbi.